# Roseburg North
Roseburg North is een plaats (census-designated place) in de Amerikaanse staat Oregon, en valt bestuurlijk gezien onder Douglas County.

## Demografie
Bij de volkstelling in 2000 werd het aantal inwoners vastgesteld op 5473.

## Geografie
Volgens het United States Census Bureau beslaat de plaats een oppervlakte van 59,8 km², waarvan 59,0 km² land en 0,8 km² water.

## Plaatsen in de nabije omgeving
De onderstaande figuur toont nabijgelegen plaatsen in een straal van 20 km rond Roseburg North.